# Michele Federico Sciacca
Michele Federico Sciacca (Giarre, Catania, 18 de julio de 1908-25 de febrero de 1975) fue un filósofo realista italiano.

## Biografía
Formado en la escuela de Giovanni Gentile, fue discípulo de Antonio Aliotta en Nápoles y codirigió con éste la revista «Logos». Desde 1938 a 1947 enseñó Historia de la Filosofía en Pavía; desde 1947 fue profesor ordinario de Filosofía Teorética en la Universidad de Génova. Fundó en 1946 y dirigió desde entonces el «Giornale di Metafisica», en cierta manera órgano del espiritualismo cristiano.

## Obra
Los primeros trabajos de Sciacca, en correspondencia con su actividad docente, guardan relación con la historia del pensamiento. Hasta 1938 tales trabajos se movieron dentro de la órbita gentiliana, en lo que podría llamarse un "actualismo" de tipo idealista. Las Linee di uno spiritualismo crítico (Roma, 1936) son ya punto de partida de una nueva fase, que años después evolucionaría hacia un espiritualismo cristiano o idealismo objetivo o trascendentalista, «el cual no deriva la verdad del despliegue del pensamiento, sino que el despliegue del pensamiento es el que tiene origen en la verdad, la cual, en cuanto tal, es suprahistórica: no se debe hablar, por consiguiente, del historicismo de la verdad, sino de la historicidad de su humano descubrimiento» (La interioridad objetiva, 14).

## Pensamiento
Sciacca reconoció como sus grandes maestros a Platón, San Agustín, Pascal, Rosmini y Gentile, pero reivindicó para sí una posición personal, vecina a la de los otros filósofos espiritualistas contemporáneos, italianos y franceses. Ejerció además un cierto influjo en algunos círculos filosóficos de la órbita cultural iberoamericana.
Sciacca reafirmó el carácter principal de la autoconciencia liberada, sin embargo, de sus adherencias específicamente gentilianas. «El sentimiento de su propia subsistencia no es constitutivo, sino perceptivo de ésta: sentirse es apropiarse, sintiéndola, su propia subsistencia, y no es hacerla ser» (La interioridad objetiva, p. 117). La autoconciencia es, pues, «el saber primero que hace posible todo otro conocimiento» (ib., p. 120), lo cual implica que el sujeto es un ser pensante, es además un existente, es actual y no potencial y por ello «descubre y revela el ser de todas las cosas en el orden del ser, que, estando presente en ella en su extensión infinita, hace que sea objetividad o interioridad objetiva» (ib. 124). La autoconciencia, en fin, está «constitutivamente abierta a la actualidad absoluta o suprema, a la realización, en su acto total y último, de la potencialidad infinita del espíritu o de la interioridad absoluta» (ib. 132). «La autoconciencia, así concebida, es el primer encuentro del sujeto con la verdad que lo constituye y lo trasciende, y analógicamente, y mediante ella, es también encuentro con Dios» (ib., pp. 141-142).
Sciacca insistió en sus últimos años en que la suya es una filosofía de la integralidad, en cuanto que no sacrifica el sujeto al objeto ni viceversa, el cuerpo al alma ni al contrario, etc.

## Obras
Obras historiográficas:
- Il Secolo XX, 2 vol., Milán 1941 (amplio estudio de la filosofía italiana contemporánea).
- Historia de la Filosofía, Barcelona 1950.
- La Filosofía hoy, Barcelona 1947.
- Pascal, Buenos Aires 1959.
- San Agustín, I, Barcelona 1955.
- Metafísica, gnoseología y moral: Ensayo sobre el pensamiento de A. Rosmini, Madrid 1963.

Obras de tipo teorético:
- La interioridad objetiva, Murcia 1955.
- Acto y ser, Barcelona 1961.
- El hombre, este desequilibrado, Barcelona 1958.
- Muerte e inmortalidad, Barcelona 1962.
- La libertad y el tiempo, Barcelona 1967.
- Qué es el humanismo, Editorial Columba, 1960. Buenos Aires.

Sciacca ha dirigido la obra colectiva Las grandes corrientes del pensamiento contemporáneo, 6 vol., Milán 1958-64 (trad. castellana de los dos primeros: Madrid 1959); dirigió además la Grande Antologia Filosofica, Milán 1958 y ss., de la que se han publicado ya 12 volúmenes.